# Byron (Géorgie)
Pour les articles homonymes, voir Byron.
Byron est une ville américaine située dans les comtés de Peach, de Houston et de Crawford, en Géorgie. Selon le recensement de 2020, sa population est de 5 702 habitants.